# Gabriel Nigon

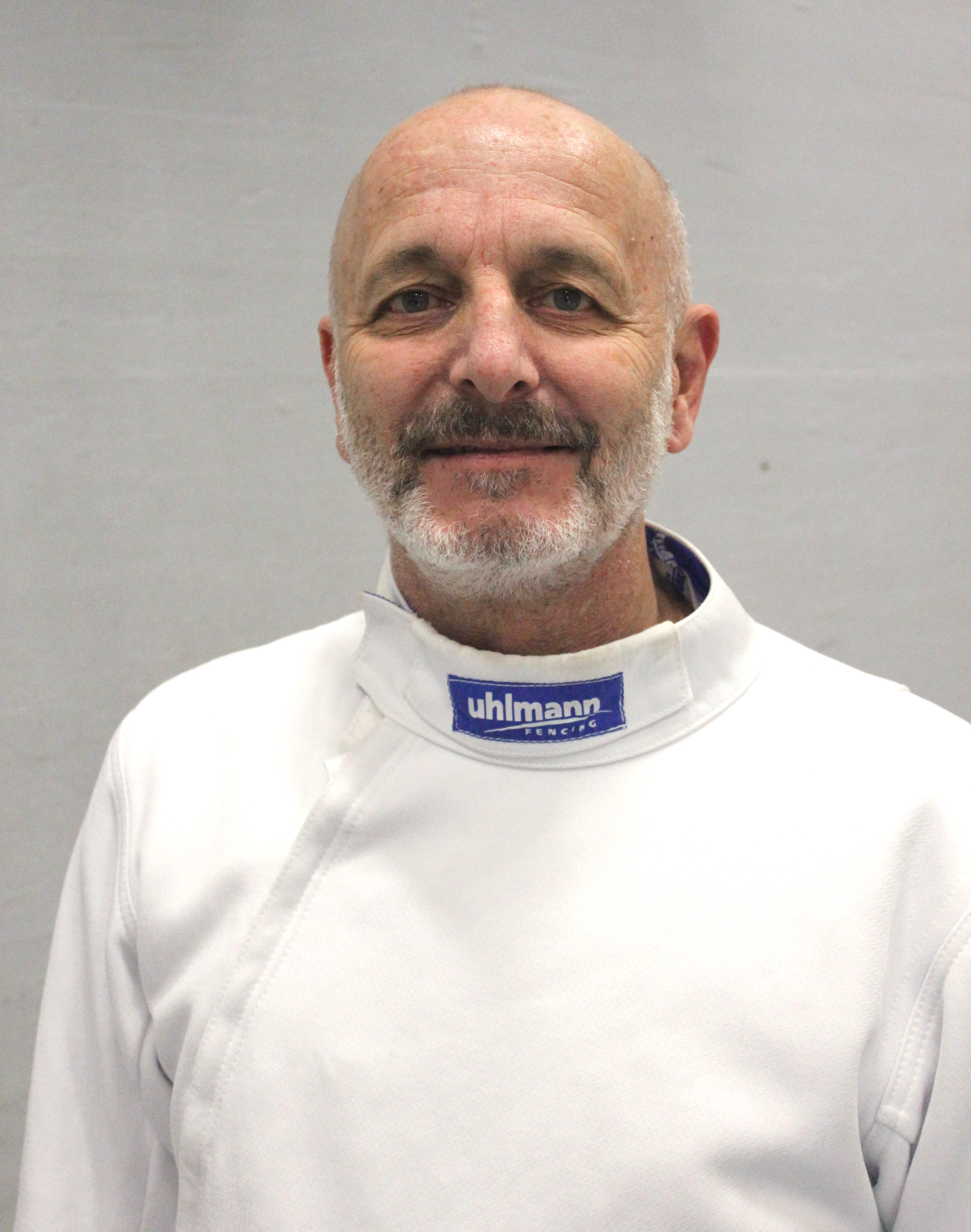
Gabriel Nigon (2023)

Gabriel Nigon (* 5. April 1956) ist ein Schweizer Fechter und Politiker (LDP).

## Leben
Nigon ist Rechtsanwalt. Als Fechter gewann er mit dem Degen bei Weltmeisterschaften zwei Silbermedaillen und nahm 1984 an den Olympischen Sommerspielen in Los Angeles teil.
Am 1. Juli 2023 rückte Nigon in den Grossrat des Kantons Basel-Stadt nach.